# Asplenium serra
Asplenium serra là một loài thực vật có mạch trong họ Aspleniaceae. Loài này được Langsd. & Fisch. miêu tả khoa học đầu tiên năm 1810.